# Голодомор у мистецтві

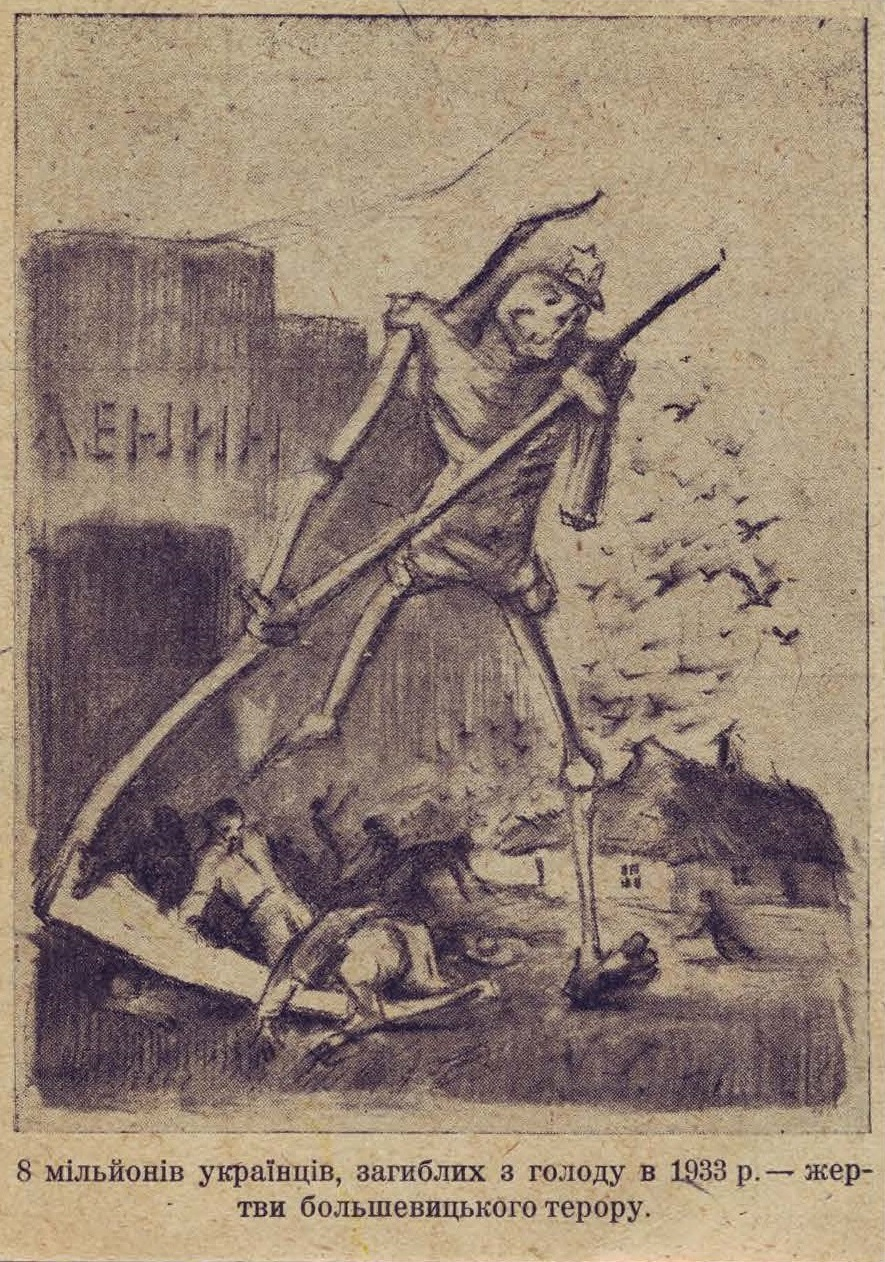
Листівка видавництва СУМ, 1948

Тема Голодомору вперше була яскраво-трагічно розкрита в художніх творах українських письменників діаспори. Так, у романі «Марія» (1934) Уласа Самчука вперше в українській літературі показана жахлива картина голодомору та трагедія роду. Водночас Василь Барка, якому вдалося пережити Голодомор, відтворює картину фізичного винищення сім'ї Катранників на Слобожанщині в романі «Жовтий князь» (1963).
Не лише чоловіки-митці, а й жінки пережили жахливі 1932—1933 роки, і не дивно, що в творчості літераторів та художників можна побачити багато творів, віршів, картин, які нагадують про страшну подію — Голодомор.
Нонна Ауска пережила голодомор в дитинстві, а пережиті враження від періоду Голодомору, написала оповідання «Голодоморня». Їй саме було десять, коли сталася ця трагедія. Але авторка досить таки глибоко описує страждання і поневіряння людей, яких зазнало людство. Відома українська художниця Катерина Білокур пережила події Голодому в своєму рідному селі на Пирятинщині. Катерині на той час було близько тридцяти років, тому вона, на відмінну від Нонни Ауски, свідомо, з точки зору дорослої людини, змогла описати ті страшні події. Вона написала картину «Цар-Колос», якій Пабло Пікассо дав дуже високу оцінку. 

За радянської влади тема Голодомору була заборонена, але це не означає, що про неї не писали. Так, нещодавно були розшукані ненадруковані вірші Андрія Малишка, написані ще в 1964 році, в яких згадується Голодомор:
…Із тридцять третім голим роком,
Голодно-голим та німим,
Та тричі пухлим. Хай би з ним
Поїли б кору і комору,

Траву і шкуру, цвіль і міль,
Та мерли б жовті, як з похміль,
Без трун понесені із двору.

Нізащо. Просто. Без вини.
Також у повісті Анатолія Дімарова «На коні і під конем» (розділ «Земляні млинці»), уперше опублікованій у 1973 році, міститься така згадка про Голодомор:
В ту страшну, голодну весну, коли й земля, здавалося, стогнала: «Їсти!», навіть діти не бавилися в свої звичайні ігри, а гралися в їжу. Випікали з чорної, розмоченої дощами землі пишні перепічки та млинці, варили з назбираних камінців галушки та вареники. Потім ходили одне до одного в гості, церемонно припрошуючи покуштувати багатих страв, розпускаючи неіснуючі ремінці на розбухлих від лободи та полови животах.
Також у своєму листі-памфлеті «Чому я не хочу вертатись до СРСР?» відомий український письменник в еміграції Іван Багряний спочатку натякає на численні втрати в часи Голодомору, а потім й прямо говорить:
Візьміть Малу Радянську Енциклопедію видання 1940 року, розкрийте її на букву «У» і прочитайте в рубриці «УРСР», що там написано. Це документ. А написано там чорним по білому, хоч і дрібним друком, що Радянська Україна за переписом 1927 року мала українського населення 32 мільйони, а в 1939 році, цебто по 12 роках… 28 мільйонів. Всього лише 28 мільйонів! Де ж ділися 4 мільйони людей проти 1927 року? А де дівся приріст, що за 12 років мав бути щонайменше 6—7 мільйонів? Разом це виносить яких понад десять мільйонів. Де ж вони ділися ці 10 мільйонів українського населення? Що з ними сталося в країні «цвітучого соціалізму»? В 1933 році більшовики організували штучно голод в Україні. Перед очима цілого світу українське селянство вимирало цілими селами й районами…
З початком Перебудови ця тема дедалі більше висвітлюється і в Україні (спочатку, несміливо, — радянській, відтак — у незалежній). Українськими композиторами створено вокально-оркестрові твори на тему Голодомору. Найвідомішим є реквієм «Панахида за померлими з голоду» Євгена Станковича на слова Дмитра Павличка (1993). Приблизно в той же час з'явилася «Дума про тридцять третій» для мішаного хору та солістів Геннадія Саська на вірші Михайла Ткача. Ораторія Олександра Яковчука на текст Василя Юхимовича «Тридцять третій» відзначається тим, що, крім очевидного для твору такої тематики трагедійного звучання, в ній наявні і сатиричні мотиви, пародіювання бравурних радянських маршів.
Про Голодомор було знято велику кількість фільмів і телепередач, найвідомішими з яких є (де не вказано країну-виробника, мається на увазі Україна):
- Незнаний Голод (1983, Канада)
- Жнива розпачу (1984, Канада)
- 33-й, свідчення очевидців (1989)
- Під знаком біди (1990)
- Голод 33 (1991)
- Великий злам (1993)
- Пієта (1993)
- Українська ніч 33-го (1994)
- Час темряви (2003)
- Голодомор 1932—1933 рр. (2004, Угорщина)
- Великий Голод (2005)
- Тайна пропавшей переписи (2005, Росія)
- Голодомор. Технології геноциду (2005)
- Голодомор. Україна (2005)
- Жити заборонено (2005)
- Радянська історія (2008, Латвія)
- Голодомор в Україні (2008, Литва)
- Живі (2008)
- Пейзаж після мору (2008)
- Свіча Джеймса Мейса (2008)
- Хлібна гільйотина (2008)
- Жорна (2008)
- Маленьке життя (2008)
- Голодомор: геноцид українців у 1932–1933 роках (2008, США)
- Закляття безпам’ятства: Голодомор 1932–1933 рр. на Луганщині (2009)
- Окрадена земля (2009, Україна, Канада)
- Голодомор. Україна XX століття (2011)
- Свідок Женя (2011)
- Голодомор. Забутий геноцид (2013, Франція)
- Червоне намисто (2013)
- Голодомор 1932-1933 рр. Постгеноцидний синдром (2015)
- Страх і надія. Український Голодомор і американська політика (2015)
- Голодомор: голоси свідків (2015, Канада)
- Її хліб насущний (2015, Україна, Естонія)
- Таємний геноцид Сталіна (2016, Україна, Канада)
- Подорож у часі. Голодомор 1932–1933 років на Донеччині (2017)
- Голод до правди (2017, Україна, Канада)
- Гіркі жнива (2017, Канада)
- Голодомор та система Торгсин. Цілком таємно (2017)
- Голодомор 1932–1933. Повернення до історії Тетіївщини (2017)
- Відкриваючи Україну. Сумна історія (2018, Норвегія)
- Я про них пам’ятатиму…(2019)
- Діти великого голоду (2020)

П'єса Олеся Барлога «Дерева спізнюються на автобус» звертається до теми політичної та мистецької кон'юнктури початку XXI століття навколо теми Голодомору. Цей твір увійшов до лідерів конкурсу сучасної драматургії «Драма.UA» у 2012 році і був надрукований у однойменній збірці.
29 липня 2023 року, ворожа ракета зруйнувала навчальний корпус Сумського міжрегіонального вищого професійного училища, де був розташований Центр досліджень руху опору Голодоморів на Сумщині. З початку його відкриття майже шість років тому, в Центрі діяла унікальна виставка графічних малюнків Миколи Бондаренка «Україна – 1933: кулінарна книга. Пам'ять людська». Експозиція включала 89 робіт. Після ракетної атаки росіян, унікальні гравюри, завдяки яким практично весь світ дізнався про Геноцид українців, опинились під завалами. Завдяки відповідальній та злагодженій роботі підрозділів ДСНС Сумщини, допомозі співробітників закладу та волонтерів, більшість унікальних ліноритів Миколи Бондаренка, а саме 66 гравюр, присвячених Голодомору – були врятовані.

## Вшанування пам'яті жертв

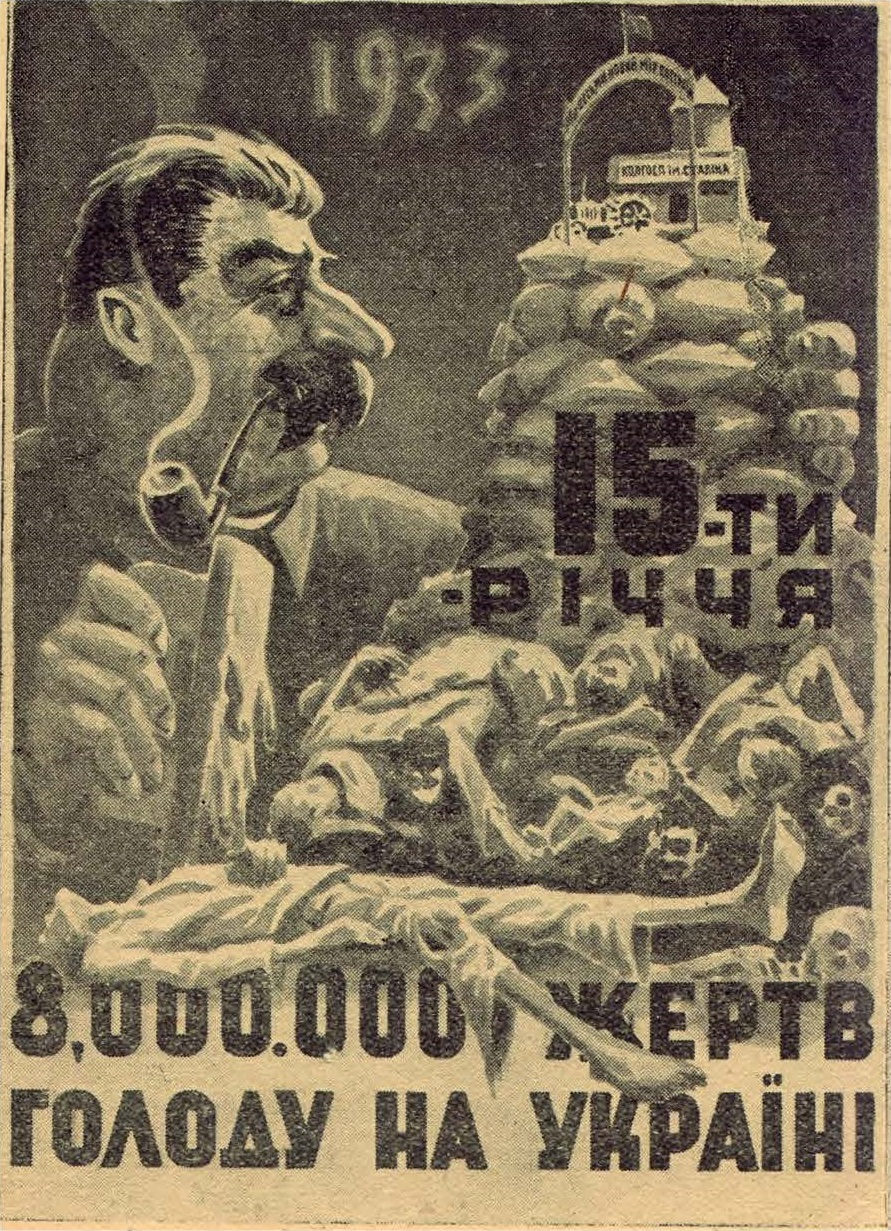
Листівка видавництва СУМ, 1948

Офіційне вшанування пам'яті жертв Голодомору, зокрема визнання його геноцидом українського народу, розпочалося за ініціативи української діаспори у США та Канаді. Так, починаючи з 1983 року, в столиці канадської провінції Альберта місті Едмонтоні, в мерії міста щорічно проводиться відзначення річниці Голодомору. На офіційній частині заходу традиційно присутні мер міста й керівники провінції. Біля входу до мерії встановлений перший у світі пам'ятний знак на вшанування річниці Голодомору «Розірване кільце життя».
У 1988 році Конгрес США, а в 1989 році — Міжнародна комісія юристів офіційно визнали голодомор 1932—1933 років актом геноциду проти української нації.
1 листопада 2000 року тодішній президент України Леонід Кучма вніс поправки до свого указу (№ 1310 від 26.11.1998 року), згідно з якими встановлено, що кожна четверта субота листопада щорічно відзначається в Україні як День пам'яті жертв Голодомору і політичних репресій. Меморіальні заходи проводяться як в Україні, так і поза її межами. Щорічно в цей день проводиться всеукраїнська акція «Запали свічку».
Найбільш монументальними серед пам'ятників жертвам Голодомору є меморіали у Києві та Харкові. Пам'ятники жертвам Голодомору встановлені також у Дніпропетровську, Одесі, Миколаєві, Кіровограді, Луганську, Сумах, Черкасах, Коломиї та багатьох інших українських містах і селах. За кордоном пам'ятники встановлені у Едмонтоні, Калгарі, Вінніпегу та інших містах. Піднесення до Національного меморіалу пам'яті жертв Голодоморів символічних горщиків з зерном та свічками (лампадками), а також посадка кущів калини поблизу меморіалу є обов'язковим пунктом в протоколі офіційних візитів лідерів держав до Києва.
До 80-х роковин Голодомору в Україні 1932—1933 років в Гарвардському університеті підготують спеціальний атлас, який дасть змогу відобразити масштаби трагедії на картах.
15 травня 2003 року Верховна Рада України в офіційному зверненні до народу України визнала Голодомор актом геноциду, але не прийняла постанови, поданої на її розгляд, щодо цього питання, обмежившись лише офіційним зверненням, що майже не має юридичної цінності. Напередодні прийняття звернення, віце-прем'єр-міністр Дмитро Табачник, представляючи депутатам доповідь про Голодомор, зазначив: «Ми мусимо донести до світу, що штучні голодомори радянської епохи були нашим українським Голокостом. Це був свідомий геноцид українського народу, який наклав свій безжальний відбиток на всю нашу історію, на національну самосвідомість».
28 листопада 2006 року Верховна Рада України ухвалила закон «Про Голодомор 1932—1933 років в Україні», який трактує події 1932—1933 років як геноцид українського народу. Рішення було ухвалене 233 голосами. Від Партії регіонів проголосувало 2 депутати (Ганна Герман і Тарас Чорновіл), від БЮТ — 118, від блоку «Наша Україна» — 79, від Соцпартії — 30, позафракційних — 4. Фракція комуністів за законопроєкт, поданий Президентом України, не голосувала у повному складі.
У листопаді 2003 року 58-ма сесія Генеральної асамблеї ООН ухвалила «Спільну заяву з нагоди 70-ї річниці Великого голоду 1932—1933 років», де він визнавався національною трагедією українського народу. За ухвалення Спільної заяви проголосували 64 держави — члени ООН, у тому числі Росія.
23 жовтня 2008 року Європарламент визнав Голодомор в Україні злочином проти людства і висловив співчуття українському народу.

28 квітня 2010 року Парламентська асамблея Ради Європи схвалила резолюцію про вшанування пам'яті загиблих у результаті голоду 1932—1933 років в Україні та інших республіках колишнього Радянського Союзу, вшанувавши пам'ять загиблих від голоду і засудивши жорстоку політику сталінського режиму. ПАРЄ також зазначила, що
...в Україні, яка постраждала найбільше від насильницької колективізації, Голодомор був визнаний геноцидом рішенням Верховної Ради.
Геноцидом українського народу Голодомор визнають католицька церква, Константинопольська православна церква, Українська православна церква — Київський патріархат, Українська православна церква (Московського патріархату) та Українська автокефальна православна церква.